# Zavičajni muzej Bileća
Zavičajni muzej Bileća izgrađen 1969. godine, bio je jedan od muzeja u Bosni i Hercegovini koji je sticajem nasrećnih okolnosti izgoreo u požaru 1993. godine zajedno sa najvećim brojem eksponata. Do danas muzej nije obnovljen.

## O muzeju
Projekt zgrade muzeja uradili su:
- Juraj Neidhard priznati jugoslovenski arhitekta svetskog glas koji je radio i za poznatog Le Corbusie-a. Osim Мuzeja u Bileći projektovao je i zgradu parlamenta u Sarajevu, Muzej i RK „Boska” u Banja Luci, urbanističke planove za većinu gradova u Bosni i Hercegovini.
- Zika Janjić, koji trenutno živi i radi u Herceg Novom, je arhitekta, muzicar, pisac, slikar, projektant Šehitluka u Banja Luci, lečilišta u Igalu, pošte u Herceg Novom i Tivtu...

Za ovaj projekat iz perioda moderne, njeni autori osvojili su prvu nagradu na Međunarodnom bijenalu arhitekture u Oslu 1969. godine.
Muzej je bio samo jedan element u složenom projektu etno parkova na Bilećkom jezeru. Od njegov og otvaranja menjao je namene, privlačio poznate i anonimne goste (jedan od njih bio je i čuveni Jean-Paul Sartre, koji nije krio svoje oduševljenje ovim kršom i  suzom  usred njega).
Muzejska zgrada bila je u obliku autohtone hercegovačke kuće, površine 500 m², građene od bilećkog kamena i prepokrivene bilećkom klesanom kamenom pločom, sa popločanim prilazom i dvorištem od 2.200 m², na atraktivnoj lokaciji, na obali Bilećkog jezera, u prelepom ambijentu zelene zaravni po kojoj je rasuta poznata bilećka nekropola (sa stećcma iz perioda od 13. do 16. veka), izmeštene u neposrednu blizinu muzeja 1968. sa zemljišta potopljenih sela zbog izgradnje hidroakumulacije — Bilećko jezero.
Danas je od muzejske zgrade ostalo vrlo malo toga nakon gradanskog rata u Bosni i Hercegovini, kada je u jednom od mnogih požara 1993. godine, takođe izgore Muzej — a najviše dokumentacija i druggi artefakati iz komunističkog vremena i vremena pre Drugog svetskog rata, kada je u Bileći bio zatvor za političke prestupnike sa prostora Kraljevine Jugoslavije.
Ono što je od muzejske zgrade preostalo nakon požaras dodatno je devastirano tokom poslednjih nekoliko decenija.
Od preostalih eksponata iz Zavičajnog muzeja u Bileći u Arhivu Republike Srpske čuvaju se: 3 plakete, 2 mape i 3 knjige.

## Spoljašnje veze
- Bileća: Umjesto muzeja ugostiteljski objekat, umjesto hotela stambena zgrada